# Heaven Shall Burn
Heaven Shall Burn je njemački metalcore/melodični death metal sastav, poznat po izražavanju potpore antifašizmu, antirasizmu te borbi protiv socijalne nepravde u svojim pjesmama.

## Povijest sastava
Sastav je osnovan 1996. pod imenom Consence, no iduće godine mjenaju ime prema albumu Heaven Shall Burn... When We Are Gathered black metal-sastava Marduk. U jednom intervjuu su izjavili da nisu veliki obožavatelji Marduka, već da su odabrali takvo ime jer im se činilo provokativno, te da nije antireligiozno (u prijevodu znači "Nebo će gorjeti"), već da riječ nebo koriste kao metaforu za lažni raj koji ljudi stvaraju u umovima, te da takvo lažno "nebo" treba odbacit. Nakon objavljivanja EP-a In Battle There Is No Law potpisuju za izdavačku kuću Lifeforce Records, te 2000. objavljuju svoj prvi studijski album Asunder. Od tada svake dvije godine objavljuju novi album, slijede Whatever It May Take, pa Antigone koji je njihov prvi nakon potpisa s Century Mediom, te Deaf to Our Prayers kojim su se iz metalcorea više približili melodic death metalu. Godine 2008. objavljuju Iconoclast (Part 1: The Final Resistance) prvi iz Iconoclast trilogije, drugi je album uživo Bildersturm: Iconoclast II (The Visual Resistance) a treći Invictus (Iconoclast III) iz 2010. Svoj sedmi, najnoviji studijski album Veto objavili su u travnju 2013. te na njemu, između ostalih, gostuje Hansi Kürsch, pjevač sastava Blind Guardian, na obradi njihove pjesme "Valhalla". Heaven Shall Burn je poznat i po mnogim drugim snimljenim obradama, neki od sastava čije su pjesme obrađivali su Caliban, Paradise Lost, Therapy?, Edge of Sanity i drugi.

## Članovi sastava
Sadašnja postava
- Marcus Bischoff - vokal
- Maik Weichert - gitara
- Eric Bischoff - bas-gitara
- Alexander Dietz - gitara
- Christian Bass - bubnjevi

Bivši članovi
- Patrick Schleitzer - gitara
- Matthias Voigt - bubnjevi

## Diskografija
Studijski albumi
- Asunder (2000.)
- Whatever It May Take (2002.)
- Antigone (2004.)
- Deaf to Our Prayers (2006.)
- Iconoclast (2008.)
- Invictus (2010.)
- Veto (2013.)
- Wanderer (2016.)

EP-ovi
- In Battle... There is No Law (1998.)

## Vanjske poveznice
- Službena stranica